# Casaluna
Die Casaluna ist ein Fluss in Frankreich, der im Département Haute-Corse auf der Insel Korsika verläuft. Sie entspringt im Regionalen Naturpark Korsika, an der Nordwest-Flanke der Punta di Caldane (1724 m), im Gemeindegebiet von Carticasi, entwässert generell in nordwestlicher Richtung und mündet nach rund 25 Kilometern an der Gemeindegrenze von Morosaglia und Gavignano als rechter Nebenfluss in den Golo.

## Orte am Fluss
- Carticasi
- Cambia
- Aiti